# Фурман, Владилен Леонидович
Владиле́н Леони́дович Фу́рман (4 августа 1931, Одесса — 26 марта 1952, Москва) — один из создателей антисталинской организации «Союз борьбы за дело революции».
Родился в 1931 году в Одессе в еврейской семье. Отец — Леонид (Йоэль) Моисеевич Фурман, агроном, кандидат сельскохозяйственных наук, многолетний сотрудник Научно-исследовательского колхозного института, работал в Наркомате земледелия; мать — Полина (Перель) Фурман (Розенштра[у]х), врач. В 1932 году вместе с семьей переехал из Херсона, где его отец был профессором на кафедре Херсонского сельскохозяйственного института, в Москву.
Учился в Москве в мужской школе № 313. Увлекался художественной литературой и написанием собственных произведений. В старших классах посещал литературный кружок Московского дворца пионеров. В 1949 году поступил в Третий Московский мединститут, который был в 1950-м году переведен в Рязань. Во августе 1950 года, вместе с друзьями, Борисом Слуцким, Сусанной Печуро и Евгением Гуревичем, стал создателем молодёжной антисталинской подпольной организации «Союз борьбы за дело революции».
В составленной программе и манифесте организации говорилось о перерождении социализма в государственный капитализм, отмечалось отсутствие гражданских свобод, фарсовость выборов, империалистический характер внешней политики СССР, катастрофическое состояние сельского хозяйства.
Владилен Фурман пытался создать филиал организации по месту учёбы в Рязани, вместе с другими участниками организации размножал на гектографе материалы организации, занимался организацией встреч, где молодежью обсуждались проблемы марксизма-ленинизма и способы борьбы с существующим режимом.
Арестован сотрудниками МГБ 19 января 1951 года в Рязани. Обвинялся по статьям 58-1 «а», 58-8, 58-10 ч. 1 и 58-11 УК РСФСР. Во время следствия содержался в Лефортовской тюрьме МГБ СССР в Москве. Осужден 13 февраля 1952 года Военной Коллегией Верховного суда СССР и приговорен к высшей мере наказания.
Расстрелян 6 марта 1952 года. Захоронен в Москве на Донском кладбище.
После пересмотра дела Военной Коллегией Верховного суда СССР 21 апреля 1956 года признан осужденным по ст.ст. 58-10 ч. 1 и 58-11 УК РСФСР и посмертно приговорен к 10 годам ИТЛ с поражением в правах на 5 лет без конфискации имущества. Реабилитирован 18 июля 1989 года Пленумом Верховного Суда СССР за отсутствием состава преступления.
15 сентября 2019 года на доме в Москве, где жил Владилен Фурман, была установлена посвященная ему памятная табличка.
Родственник Владилена Фурмана — израильский востоковед, учёный в области иудаики — Михаил Шнейдер.